# ريديتش
ريديتش هي بلدة ومنطقة حكومية محلية في شمال شرق ورشستر بإنجلترا، على بعد حوالي 15 ميلاً (24 كم) جنوب برمنغهام. بلغ عدد سكان المنطقة 85000 نسمة عام 2019.
خلال القرن التاسع عشر أصبحت البلدة المركز الدولي لصناعة إبر الخياطة وخطافات صيد السمك. حتى وصل الأمر بأن 90% من إبر العالم كانت تُصنَّع في البلدة وأحيائها. خلال ستينيات القرن العشرين، أصبحت البلدة نموذجًا لتخطيط المدن الجديد الحديث.